# 国铁千叶动力车劳动组合
国铁千叶动力车劳动组合（日语：国鉄千葉動力車労働組合），简称动劳千叶 ，成立於1945年，是日本國有鐵道千葉鐵道管理局與分割民營化之後东日本旅客铁道（JR東日本）千叶支社工人的工会组织。受中核派影响。會員除了JR東日本千叶支社員工，還包括日本貨物鐵道（JR貨物）與夷隅鐵道的員工。